# Голям брегобегач
Големият брегобегач (Calidris canutus) е вид птица от семейство Бекасови.

## Разпространение
Видът се размножава в тундрата и Арктическата Кордилера в далечния север на Канада, Европа и Русия. Северноамериканските представители мигрират към крайбрежните райони в Европа и Южна Америка, докато популациите от Евразия зимуват в Африка, Папуа Нова Гвинея, Австралия и Нова Зеландия.
Среща се и в България.